# Tetrakvark
Tetrakvark je subatomární částice složená ze dvou kvarků a dvou antikvarků spojených dohromady. Kvarky mají baryonové číslo +1/3, antikvarky −1/3, takže výsledná částice má celkové baryonové číslo 0, tudíž je klasifikována jako exotický mezon. 
Dosavadní experimentální výsledky objevů a nezávislého potvrzení tetrakvarků lze shrnout do následujícího přehledu (názvy částic či pozorovaných rezonančních stavů zpravidla obsahují v závorce číselnou hodnotu, vyjadřující klidovou hmotnost odpovídající částice v MeV/c2):
- V roce 2003 byla v experimentu BELLE v Japonsku identifikována částice, pracovně pojmenovaná X(3872), o níž se předpokládalo, že by mohlo jít o tetrakvark.[1][2] Výsledek byl však neprůkazný.
- Další možný kandidát byl identifikován v roce 2004 na urychlovači Tevatron ve Fermilabu, kde byl pozorován stav DsJ(2632).
- V roce 2007 v japonském experimentu Belle byl pozorován stav Z(4430), jakožto kandidát na tetrakvark ccdu; další pozorovaný stav Y(4660) by také mohl být kandidátem na tetrakvark.
- V roce 2009 byla ve Fermilabu pozorována částice Y(4140).
- V roce 2010 oznámili v německé laboratoři DESY po reanalýze výsledků spojených s mezonem Y(5S) existenci tetrakvarkových rezonancí.
- Roku 2013 přišel první potvrzený objev tetrakvarku nazvaného Zc(3900) nezávisle z experimentu BES III v Číně a z japonského BELLE. Experiment BES III přidal dalšího kandidáta na tetrakvark – Zc(4020).
- V roce 2012 byly v japonském experimentu Belle pozorovány tetrakvarky se skrytou krásou (obsahující kvark b a antikvark b) Zb(10610) a Zb(10650).
- V roce 2014 v experimentu LHCb byl v evropské laboratoři CERN potvrzen stav Z(4430) (poprvé objevený v roce 2007) s vysokou statistickou průkazností téměř 14 σ.
- V roce 2016 Fermilab publikoval objev tetrakvarku X(5568) se složením bsud v experimentu DØ[3], objev se však nepodařilo nezávisle potvrdit na LHCb v CERNu.
- V roce 2016 v experimentu LHCb byla v CERNu potvrzena částice X(4140) (objevená v roce 2009) a nově objeveny excitace X(4274), X(4500), X(4700) se stejným čtyřkvarkovým složením.[4] Výsledky byly podpořené experimentem, jehož výsledky byly publikované v r. 2021.[5][6]
- V r. 2020 byl v rámci experimentu LHCb publikován objev tetrakvarku X(6900), složeného ze dvou půvabných kvarků a dvou půvabných antikvarků, tedy všech čtyř kvarků jediné vůně,[7] ale i  tetrakvarku X(2900), který je prvním objeveným tetrakvarkem složeným z kvarků navzájem různých vůní (udsc).[8] Čínský experiment BESS III přidal objev kandidáta na první nabitý podivný tetrakvark se skrytým půvabem, Zcs(3985)– (tomu by odpovídalo složení ccsu).[9]
- V roce 2021 byl publikován objev nových 4 tetrakvarků v CERNu. Dva patří do skupiny s kvarkovým složením ccss, a sice X(4685) a X(4630); dva mají poprvé pozorované složení ccus, a sice Zcs(4000)+ a Zcs(4220)+.[5][6]
- V roce 2022 publikoval experiment LHCb v CERNu objev dvou nových typů tetrakvarků: nabitého Tacs0(2900)++ (s nábojem 2 e a složením udsc) a neutrálního Tacs0(2900)0 (se složením udsc). Jedná se o izospinový pár tetrakvarků s hmotností 2,908±0,011±0,02 GeV/c², jejich kvantová čísla spinu a parity jsou JP=0+.[10][11] Stejný experiment oznámil také pozorování dříve předpovězeného tetrakvarku Tcc+ s dvojitým půvabem, jehož kvarkové složení je ccud. Má hmotnost je přibližně 3 875 MeV/c², kvantová čísla spinu a parity jsou JP=1+.[12][13] Pro potvrzení této interpretace pozorování je potřeba ještě zlepšit určení jeho hmotnosti.[14]
- V roce 2023 byl publikován objev nového tetrakvarku s kvarkovým složením ccds: TθψS1(4000)0,[15] a také indicie existence prvního experimentálně pozorovaného tetrakvarku s dvojnásobným elementárním nábojem Tacs0++ (kvarkové složení csud) a jeho izospinového neutrálního partnera Tacs00 (kvarkové složení csud).[16][17]
- Teoretická studie z r. 2024 potvrdila, že částice X(3960), pozorovaná v experimentu LHCb (CERN) v r. 2022, je tetrakvarkem s předpokládaným složením ccss.[18]

U mnohých čtyřkvarkových stavů je problémem rozlišit skutečně silnou interakcí vázaný stav čtyř kvarků od tzv. mezonové molekuly čili deusonu, dvou mezonů vázaných zbytkovou silnou interakcí podobně jako jsou vázány proton a neutron v deuteronu.
Pokračují i teoretické práce na objasnění možné stability čtyřkvarkových stavů. V roce 2017 byly dvěma skupinami teoretiků publikovány nezávislé studie ukazující na možnost čtyřkvarkových stavů bbud rozpadajících se slabou interakcí, tedy s předpokladem relativně dlouhé doby života (10−13 s, tedy o několik řádů delší než u silně se rozpadajících rezonancí).
V roce 2024 počítačové simulace poskytly silnou podporu pro existenci dalšího typu, tetrakvarku Tbc, který obsahuje dva těžké kvarky s vůněmi s a c,  dva lehké kvarky (u, d).